# Luís Gonzaga Fernandes
Dom Luís Gonzaga Fernandes (Pau dos Ferros, 24 de agosto de 1926 — João Pessoa, 4 de abril de 2003) foi um bispo católico, 4º bispo diocesano da Diocese de Campina Grande Foi membro ativo da Igreja e se destacou pelo trabalho na formação das Comunidades Eclesiais de Base (CEB).